# Lafinur
Lafinur es una localidad ubicada en el Departamento Junín, provincia de San Luis, Argentina.
Anteriormente era conocida con el nombre de Paraje Tras La Loma. 
Su fecha de fundación fue en 1856, y para el año 1906 existía una escuela.

## Población
Contó con 201 habitantes (Indec, 2010), lo que representó un incremento del 26% frente a los 159 habitantes (Indec, 2001) del censo anterior.
Según el censo 2022 la población total de la Comisión municipal fue de 680 personas. En tanto, el número de viviendas registradas fue de 278.
| Gráfica de evolución demográfica de Lafinur entre 1991 y 2022 |
|                                                               |
| Fuente: Censos nacionales del INDEC                           |

## Inundaciones de febrero de 2015
Todos sus habitantes debieron ser evacuados, desde el 3 de marzo de 2015 a la mañana, a raíz de las tormentas que provocaron la crecida del río Conlara. El gobernador de la provincia, Claudio Poggi, visitó ese 3 las zonas afectadas de la localidad. "Lo más complicado es Lafinur", así lo afirmó el jefe del Programa San Luis Solidario, Omar Terc, dando a conocer la situación actual que atraviesan los damnificados por el temporal que afectó distintos puntos de la región centro y norte de la provincia.